# Влакк, Румер
Румер Влакк (нидерл. Roemer Vlacq; крещён 19 сентября 1637 года, Гауда  — 17 августа 1703 года, Тулон) — нидерландский капитан XVII столетия, известный тем, что взорвал свой корабль, чтобы он не попал в руки врага.
Румер Влакк был сыном Дирка Влакка, врача, аптекаря и нотариуса из Гауды, и Анны Янсдохтер Веррейн. В 1671 году он стал лейтенантом Адмиралтейства Амстердама и командующим на корабле Kits. В 1672 году, во время Третьей англо-голландской войны, он командовал фрегатом Postiljon под началом лейтенант-адмирала Михаила де Рюйтера во время сражения при Солебее. В 1673 году он участвовал во всех сражениях, командуя фрегатом Brak. В 1674 году он был командиром транспортного корабля Opperdoes во время экспедиции де Рюйтера на Мартинику.

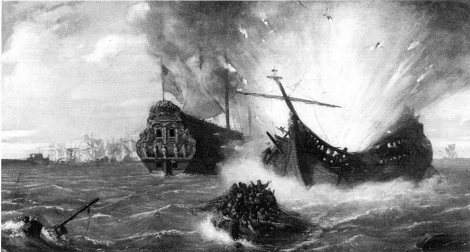
Румер Влакк взрывает свой корабль, Huys van Kruyningen, во время Первого сражения у Тобаго

В марте 1676 года он отправился в Карибский бассейн в качестве капитана Huys van Kruyningen под началом коммодора Якоба Бинкеса. 3 марта 1677 года он участвовал в Первом сражении у Тобаго. Когда французы высадились на его судно и грозили одолеть его команду, он взорвал корабль. Большая часть экипажа погибла, но французские корабли также были повреждены. Сам Влакк выжил, хотя получил тяжёлые ранения и вернулся в Нидерланды в октябре того же года.
В конце Голландской войны Влакк выполнял задачи конвоя: в 1678 году в Бискайском заливе и в 1690 и 1691 годах в Балтийском море. В 1692 году Влакк был отстранён от службы за неподчинение, но был реабилитирован 14 февраля 1696 года штатгальтером Вильгельмом и вернулся на службу в Адмиралтейство Амстердама. Он снова отправился в службу конвоя.

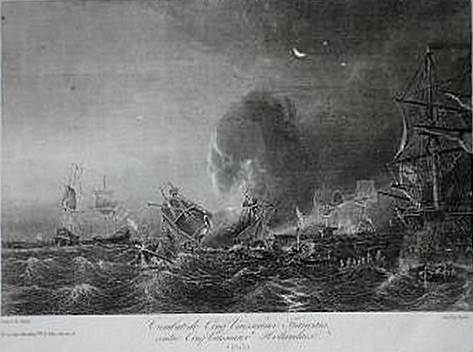
Потопление Muiderberg

Влакк снова был ранен во время Войны за испанское наследство, когда 22 мая 1703 года торговый флот из 110 голландских и британских торговых судов, который он сопровождал из Лиссабона с пятью военными кораблями, столкнулся с французской флотилией из пяти военных кораблей. В последующем сражении у мыса Рока Влакк пожертвовал своими военными кораблями в успешной попытке спасти торговый конвой. 50-пушечный флагман Влакка Muiderberg был атакован 90-пушечными трёхпалубными кораблями Le Vainqueur и Le Monarque. Влакк потерял руку и плечо и половину своей команды, прежде чем сдать корабль. Вся голландская флотилия была уничтожена. Он был заключен в тюрьму и доставлен в Тулон, где 17 июля 1703 года он скончался от ран.